# Liste der Kulturgüter in Gontenschwil
Die Liste der Kulturgüter in Gontenschwil enthält alle Objekte in der Gemeinde Gontenschwil im Kanton Aargau, die gemäss der Haager Konvention zum Schutz von Kulturgut bei bewaffneten Konflikten, dem Bundesgesetz vom 20. Juni 2014 über den Schutz der Kulturgüter bei bewaffneten Konflikten sowie der Verordnung vom 29. Oktober 2014 über den Schutz der Kulturgüter bei bewaffneten Konflikten unter Schutz stehen.
Objekte der Kategorien A und B sind vollständig in der Liste enthalten, Objekte der Kategorie C fehlen zurzeit (Stand: 1. Januar 2023).

## Kulturgüter
| Foto |                                                                          | Objekt                                        | Kat. | Typ | Standort                            | Beschreibung |
| ---- | ------------------------------------------------------------------------ | --------------------------------------------- | ---- | --- | ----------------------------------- | --- |
| ja   | Datei hochladen · Wikidata zu Haus "Fischerhübel" (Q19362315)            | Haus "Fischerhübel" KGS-Nr.: 09856            | A    | G   | Fischerhübel 200 653504 / 235540    | 1668 erbauter bäuerlicher Vielzweckbau, 1799 stirnseitig zu Doppelwohnhaus verlängert. Schlichtes, lang gestrecktes Hochstudhaus in traditioneller Bohlenständerbauweise mit Vollwalmdach und talseitig umlaufender Laube.    |
| ja   | Datei hochladen · Wikidata zu Gasthof Löwen (Q29576126)                  | Gasthof Löwen KGS-Nr.: 00113                  | B    | G   | Oberkulmerstrasse 9 653287 / 236780 | Um 1800 erbauter, stattlicher Landgasthof unter Krüppelwalmdach mit Ründe. |
| BW   | Datei hochladen · Wikidata zu Vielzweckbau (Q29576133)                   | Vielzweckbau KGS-Nr.: 15404                   | B    | G   | Kirchrain 175 653489 / 235886       | 1569/70 erbauter bäuerlicher Vielzweckbau an ortsbildprägender Stelle. Mächtiges, ehemals strohgedecktes Doppelwohnhaus mit Ökonomieteil.                                                                                     |
| BW   | Datei hochladen · Wikidata zu Bauernhaus (Q29576113)                     | Bauernhaus KGS-Nr.: 15405                     | B    | G   | Bachstrasse 10 653271 / 236757      | In den Jahren 1775 bis 1780 erbauter bäuerlicher Vielzweckbau, unterteilt in Wohnhaus, Stall, Tenn und Futtertenn. Gemauerte West- und Nordseite, ansonsten Holzständerbau mit profilierten Balken.                           |
| BW   | Datei hochladen · Wikidata zu Bauernhaus (Q29576116)                     | Bauernhaus KGS-Nr.: 15406                     | B    | G   | Spyrstrasse 11 653229 / 236774      | 1782 erbauter bäuerlicher Vielzweckbau, um älteren Kernbau des späten 16. Jahrhunderts. Lang gestrecktes Hochstudhaus mit schmucker Schaufassade und doppeltem Scheunenteil. Grossflächiges, ehemals strohgedecktes Walmdach. |
| BW   | Datei hochladen · Wikidata zu Ehemaliges Pfarrhaus (Q29576118)           | Ehemaliges Pfarrhaus KGS-Nr.: 15407           | B    | G   | Kirchrain 168 653470 / 235869       | 1498 erbautes Pfarrhaus, seit 1972 als Ortsmuseum genutzt. Giebelbau unter geknicktem Satteldach; Nordseite mit Holzverschalung und Doppellaube.                                                                              |
| BW   | Datei hochladen · Wikidata zu Ehemaliges Ratsherrenhaus (Q29576122)      | Ehemaliges Ratsherrenhaus KGS-Nr.: 15408      | B    | G   | Wilistrasse 237 653924 / 235058     | 1565/66 erbauter bäuerlicher Vielzweckbau. Ehemals strohgedecktes, herrschaftliches Wohnhaus in Holzständerbauweise unter durchgehender Hochstuddachkonstruktion.                                                             |
| ja   | Datei hochladen · Wikidata zu Reformierte Kirche Gontenschwil (Q1330852) | Evangelisch-reformierte Kirche KGS-Nr.: 15409 | B    | G   | Kirchrain 173 653465 / 235896       | 1622 erbautes Kirchengebäude im spätgotischen Stil. Rechteckiges Kirchenschiff mit leicht eingezogenem, dreiseitig geschlossenem Chor; darüber Walmdach. Kirchturm an der Nordseite von 1498.                                 |
| BW   | Datei hochladen · Wikidata zu Speicher (Q29576130)                       | Speicher KGS-Nr.: 15410                       | B    | G   | Kesslergasse 268 653620 / 234743    | 1770 erbauter zweigeschossiger Ständerbau mit Krüppelwalmdach. |